# Montezuma (Indiana)
Montezuma es un pueblo ubicado en el condado de Parke en el estado estadounidense de Indiana. En el Censo de 2010 tenía una población de 1022 habitantes y una densidad poblacional de 657,66 personas por km².

## Geografía
Montezuma se encuentra ubicado en las coordenadas 39°47′28″N 87°22′10″O / 39.79111, -87.36944. Según la Oficina del Censo de los Estados Unidos, Montezuma tiene una superficie total de 1.55 km², de la cual 1.55 km² corresponden a tierra firme y (0%) 0 km² es agua.

## Demografía
Según el censo de 2010, había 1022 personas residiendo en Montezuma. La densidad de población era de 657,66 hab./km². De los 1022 habitantes, Montezuma estaba compuesto por el 96.09% blancos, el 0.2% eran afroamericanos, el 0.39% eran amerindios, el 0.49% eran asiáticos, el 0% eran isleños del Pacífico, el 1.57% eran de otras razas y el 1.27% pertenecían a dos o más razas. Del total de la población el 4.31% eran hispanos o latinos de cualquier raza.